# 鄭重 (成化進士)
鄭重（1440年—？），字本弘，浙江寧波府慈谿縣人，軍竈籍，明朝政治人物。進士出身。

## 生平
早年出身國子生，舉浙江鄉試第六名。成化十一年（1475年）乙未科會試第二十五名，殿試登進士第二甲第二十名。

## 家族
曾祖父鄭子璋。祖父鄭德馨，曾任提舉。父亲鄭鑨。